# I Am the Walrus
I Am the Walrus är en Beatleslåt från 1967, skriven av John Lennon. Den spelades in i september 1967 och gavs först ut som B-sida till singeln Hello, Goodbye. Den var också med i Beatlesfilmen Magical Mystery Tour och gavs ut på Magical Mystery Tour-EP:n (som i USA gavs ut som en LP). I Am the Walrus är känd för att vara en av Beatles mest experimentella låtar från den psykedeliska perioden och även för att Lennon använde sig av så många ordlekar i den.
I Am the Walrus kom ut i mono som baksida till singeln Hello, Goodbye. Den fanns också med på dubbel-EP:n och LP:n Magical Mystery Tour. Monoversionen och den amerikanska stereoversionen innehåller ett kortare intro än den europeiska stereoversionen (en ljudslinga repeteras endast fyra gånger i stället för sex). På den amerikanska singelversionen i mono finns dock några extra takter i mitten. En kombination av europeisk stereoversion och amerikansk singelversion finns på den amerikanska versionen av samlings-LP:n The Beatles Rarities från 1980.
Stereoversionen av I Am the Walrus börjar i äkta stereo, men slutpartiet är i fejkstereo. Anledningen till detta är att monoversionen mixades först och vid mixningen tog man in en del av BBC:s radiosändning av Shakespeares pjäs King Lear. Detta ville man behålla även i stereoversionen.  
Låten spelas i filmen Across the Universe.

## Texten
Lennon skrev I Am the Walrus genom att kombinera tre olika låtar som han höll på med. Den första var inspirerad av en polissiren han hörde i sitt hem i Weybridge. Han skrev textraden "Mister city policeman" till sirenens rytm. Den andra låten var bara en kortare dikt om hur han satt i sin trädgård ("Sitting in an English garden..."), medan den tredje var en nonsenstext om ett sitta på en majsflinga ("Sitting on a cornflake"). Han lade även till en vers med speciellt nonsens-betonad text för att förvirra lyssnarna efter att ha fått reda på att en lärare i hans gamla skola bad sina elever att analysera Beatles texter. Han fick hjälp av sin gamle vän Pete Shotton (från The Quarrymen), som kom på orden till en gammal dikt från deras barndom som började Yellow matter custard, green slope pie.
Valrossen ("The Walrus") i låten syftar på en dikt, The Walrus and the Carpenter, som finns med i Lewis Carrolls barnbok Alice i Spegellandet. Lennon fick senare till sin bestörtning reda på att valrossen var skurken i dikten och inte hjälten som han hade trott.
I sången finns också utropet Goo goo goo joob, som kan ha varit inspirerat av James Joyces Finnegans Wake, som har denna text på sidan 557:
...like milk-juggles as if it was the wrake of the hapspurus or old Kong Gander O'Toole of the Mountains or his googoo goosth she seein, sliving off over the sawdust lobby out of the backroom, wan ter, that was everywans in turruns, in his honeymoon trim, holding up his fingerhals...
I texten finns partiet Boy, you've been a naughty girl, you let your knickers down. I vissa versioner av filmen Magical Mystery Tour drar en kvinna ner trosorna under en så kort sekvens att tittaren knappt hinner märka det.
I filmen är beatlesmedlemmarna utklädda till djur och John Lennon är valrossen. I texten till låten Glass Onion på den vita dubbel-LP:n The Beatles (1968) säger han But here's another clue for you all, the walrus was Paul. Detta bidrog till ryktena på hösten 1969 att Paul McCartney skulle ha dött 1966 och ersatts av en dubbelgångare.

## Musiken och inspelningen
Förutom The Beatles vanliga instrument förekommer följande på I Am the Walrus:
- Elpiano (spelat av John Lennon)
- 8 violiner
- 4 celli
- 1 klarinett
- 4 valthorn
- En kör

Alla ackord i låten är durackord eller septimaackord. Låten slutar med en nedåtgående spiral av sju-ackord: A7, G7, F7, E7, D7, C7 och B7 som repeteras om och om igen tills låten är slut.
I slutet av inspelningen kan man höra några repliker från William Shakespeares Kung Lear. De spelades in från BBC direkt från AM-bandet.
På Anthology 2 finns en version av I Am the Walrus utan orkestern och kören som producenten George Martin lade på efteråt.